# Exsula dentatrix
Exsula dentatrix är en fjärilsart som beskrevs av John Obadiah Westwood 1898. Exsula dentatrix ingår i släktet Exsula och familjen nattflyn. Inga underarter finns listade i Catalogue of Life.